# RTVE
Radio Televisión Española (känt som RTVE; fullständigt namn Corporación de Radio y Televisión Española, S.A. eller Corporación Radiotelevisión Española) är det statsägda radio- och televisionsbolaget i Spanien.
RTVE är den största audiovisuella gruppen i Spanien som sänder på spanska. Dessutom sänder man regionalt på de olika regionsspråken; bland annat finns i Katalonien både TV3 samt ett antal nischade specialkanaler på katalanska.
Företaget finansierades tidigare delvis av reklam. Sedan 2010 har man dock slutat sända reklam.
Sedan januari 2010 finansieras verksamheten till 50 % genom den statliga budgeten, medan den andra hälften finansieras genom ett extra skattepåslag med 0,9 % för de spanska mobiltelefonbolagen, 3 % skatt på de öppna privata televisionsbolagens intäkter och 1,5 % skatt på betalkanalerna.